# Vacansoleil-DCM Pro Cycling Team
Vacansoleil-DCM  was een Nederlandse wielerploeg die vanaf 2009 deel uitmaakte van het profpeloton. De ploeg kwam vanaf 2011 uit in de UCI World Tour van de UCI. Daarvoor opereerde het enkele jaren in de pro-continentale circuits.
De ploeg werd door Daan Luijkx opgericht in 2005 onder de naam Fondas Imabo-Doorisol. Doorisol stopte in 2006 als sponsor en P3 Transfer, een organisatie van ROC West-Brabant, werd de nieuwe cosponsor. In 2007 werd P3 Transfer ook de hoofdsponsor en kwam Batavus erbij als sponsor.
Vanaf het seizoen 2009 werd de ploeg een Pro-Continental team. Om dit te bereiken en het niveau van de ploeg op te krikken waren voor het seizoen 2008 onder andere Bobbie Traksel en Aart Vierhouten al aangetrokken. Per 1 januari 2009 werd Vacansoleil de nieuwe hoofdsponsor. Het team ging volledig op in het Vacansoleil Cycling Team en werd definitief een Pro Continental Team. Batavus bleef als leverancier verbonden aan de ploeg. Het Vacansoleil Cycling Team bestond uit 18 renners, waarvan één veldrijder. De Belg Hilaire Van der Schueren werd een van de ploegleiders. Hij kwam over van Cycle-Collstrop, een ploeg die opgeheven werd, en nam enkele renners mee naar de nieuwe ploeg. Vacansoleil verbond zich voor drie jaar aan de ploeg en stelde zich doel om stapsgewijs de sprong naar de wereldtop te maken om in 2011 aan minimaal één grote ronde mee te mogen doen.
Dit doel werd al in het eerste jaar bereikt. Vacansoleil kreeg in 2009 een uitnodiging van de organisatie van de Vuelta, die dat jaar het Nederlandse Assen als startplaats had. Vacansoleil behaalde meteen een succes in de Vuelta binnen door het winnen van de zesde etappe door Borut Božič die het snelst was in de massaspurt.
Minimaal twaalf van de 18 renners dienden de Nederlandse nationaliteit te hebben. Ploegleider Michel Cornelisse en de renners Arnoud van Groen, Jens Mouris, Bobbie Traksel en Aart Vierhouten waren reeds gecontracteerd door het Vacansoleil Cycling Team. Kopman voor 2009 werd de in 2008 door dopingverhalen geteisterde Belg Björn Leukemans. Ook uit het buitenland kwamen de klimmer Matteo Carrara en sprinter Marco Marcato. Met Borut Božič en Sergej Lagoetin contracteerde de ploeg twee nationale kampioenen met ervaring.
Een van de revelaties van het team in 2009 was de Zeeuw Johnny Hoogerland, die (naast eindwinst in de Driedaagse van West-Vlaanderen en een 12e plaats in het eindklassement van de Vuelta) mocht deelnemen aan het WK in Mendrisio. Hoogerland kwam daar als 14e en beste Nederlander over de streep.
In juli 2010 besloot het team om een licentie voor de ProTour aan te vragen. Dit kwam een jaar eerder dan bij de oprichting in 2008 tot doel werd gesteld. Op maandag 22 november 2010 werd bekend dat Vacansoleil vanaf 2011 deel uit ging maken van de UCI World Tour, de hoogste divisie in het wielrennen (vervanger van de UCI ProTour). De licentie geldt voor drie jaar. In 2011 werd DCM cosponsor en het jaar erop werd Ridley, de leverancier van de fietsen, opgevolgd door Bianchi.
Vacansoleil-DCM nam in 2011 deel aan de Ronde van Frankrijk. De ploeg verwierf internationale bekendheid nadat Johnny Hoogerland de bolletjestrui veroverde in de negende etappe. In deze rit werd hij aangereden door een auto, waarna hij rechts van de weg in de prikkeldraad gekatapulteerd werd. Hoogerland kwam gehavend met de schrik vrij en groeide in korte tijd uit tot wielerheld.
Vacansoleil-DCM leverde in deze Tour ook de best geklasseerde Nederlandse renner in het algemeen klassement, namelijk Rob Ruijgh op de 21e plaats.
In januari 2012, nog voor de start van het wielerseizoen, werd de Spanjaard Ezequiel Mosquera aan de deur gezet, nadat hij door de Spaanse wielerbond voor twee jaar geschorst was wegens dopinggebruik.
In maart 2012 was Vancansoleil-DCM de best scorende ploeg in Parijs-Nice, dit dankzij 3 etappeoverwinningen. De eerste etappe werd gewonnen door Gustav Larsson, de vijfde door Lieuwe Westra en in de zevende mocht Thomas De Gendt de bloemen in de lucht steken. In de afsluitende tijdrit van Parijs-Nice moest Westra de duimen leggen voor Bradley Wiggins, waardoor hij tweede werd in het algemeen klassement. Frederik Veuchelen won het bergklassement.
Echter, het grootste succes van Vacansoleil-DCM was de winst van Thomas de Gendt in de 20e etappe van de Ronde van Italië, de koninginnenrit. In deze rit gaf hij de internationale wielertop (Hesjedal, Rodriguez, Scarponi, Basso) het nakijken na een uitmuntende prestatie, waarbij hij op een bepaald moment virtueel op luttele seconden van de roze leiderstrui kwam. Eén dag later klom hij naar de 3de plaats in de eindrangschikking door in de afsluitende tijdrit, in de straten van Milaan, nog knap vijfde te finishen, aldus hield hij Michele Scarponi in extremis van een podiumplaats.
Een ander belangrijk wapenfeit in 2012 was de winst van Lieuwe Westra in  de Ronde van Denemarken. Westra pakte dankzij zijn ritwinst in de 5e etappe, een individuele tijdrit, de koppositie in het algemeen klassement. Die stond hij in de afsluitende 6e etappe niet meer af. Marco Marcato bezorgde Vacansoleil-DCM in oktober nog een overwinning door Parijs-Tours te winnen.
Aan het einde van het seizoen 2013 trok Vacansoleil zich terug als sponsor van de ploeg, waardoor de ploeg ophield te bestaan.

## Grote rondes
| Jaar | Ronde van Italië   | Ronde van Italië    | Ronde van Frankrijk | Ronde van Frankrijk | Ronde van Spanje      | Ronde van Spanje |
| Jaar | hoogste klassering | etappewinst         | hoogste klassering  | etappewinst         | hoogste klassering    | etappewinst      |
| ---- | ------------------ | ------------------- | ------------------- | ------------------- | --------------------- | ---------------- |
| 2009 | geen deelname      | geen deelname       | geen deelname       | geen deelname       | 12e Johnny Hoogerland | 6e Borut Božič   |
| 2010 | geen deelname      | geen deelname       | geen deelname       | geen deelname       | geen deelname         | geen deelname    |
| 2011 | 17e Matteo Carrara |                     | 21e Rob Ruijgh      |                     | 15e Sergej Lagoetin   |                  |
| 2012 | ↑ Thomas De Gendt  | 20e Thomas De Gendt | 41e Rafael Valls    |                     | 13e Tomasz Marczyński |                  |
| 2013 | 29e Rafael Valls   |                     | 28e Wout Poels      |                     | 43e Rafael Valls      |                  |

## Belangrijke overwinningen 2005-2008
- Eindzege Ronde van León 2008 (Wout Poels)
- 2 etappezeges Ronde van León (Gerrit-Jan Soepenberg & Jonas Ljungblad)
- Eindzege Driedaagse van West-Vlaanderen 2008, (Bobbie Traksel)
- 1 etappezege Driedaagse van West-Vlaanderen, (Bobbie Traksel)
- Eindzege GP Chantal Biya 2007 (Kameroen), (Peter van Agtmaal)
- 1 etappezege GP Chantal Biya, (Peter van Agtmaal)
- GP Jef Scherens 2008 (Wouter Mol)
- Circuito de Getxo 2008 (Reinier Honig)
- Ronde van Overijssel (Peter Möhlmann)
- De Drie Zustersteden-Willebroek (Gerrit-Jan Soepenberg)
- Grote 1-Mei Prijs 2007 (Wouter Mol) en 2008 (Bobbie Traksel)
- etappezege in de Flèche du Sud (Tom de Meyer)
- etappezege in de Ronde van Gironde (Peter van Agtmaal)
- 2 etappezeges in Olympia’s Tour (1x Wim Stroetinga, 1x Bobbie Traksel)
- 2 etappezeges in de Ronde van Siam (Thailand) (Gerrit-Jan Soepenberg)
- Zweeds kampioenschap (Jonas Ljungblad)

## Belangrijke overwinningen sinds 2009
- 1 etappezege in de Ronde van Spanje 2009 (Borut Božič)
- 1 etappezege in de Ronde van Italië 2012 (Thomas De Gendt)
- Parijs-Tours 2012 (Marco Marcato)
- Eindzege Ronde van Denemarken 2012 (Lieuwe Westra)
- 1 etappezege Ronde van Denemarken (Lieuwe Westra)
- Eindzege Ronde van Picardie 2009 (Lieuwe Westra) en 2011 (Romain Feillu)
- 3 etappezeges Ronde van Picardie (1x Lieuwe Westra, 1x Romain Feillu, 1x Kenny van Hummel)
- Eindzege Driedaagse van West-Vlaanderen 2009 (Johnny Hoogerland)
- 1 etappezege Driedaagse van West-Vlaanderen (Johnny Hoogerland)
- Eindzege Omloop van Lotharingen 2009 (Matteo Carrara)
- 2 etappezegesOmloop van Lotharingen (1x Thomas De Gendt, 1x Romain Feillu)
- Eindzege Ronde van Qatar 2010 (Wouter Mol)
- Eindzege Ronde van Luxemburg 2010 (Matteo Carrara)
- 2 etappezeges Ronde van Luxemburg (1x Romain Feillu, 1x Wout Poels)
- Eindzege in de Ronde van Limousin 2011 (Björn Leukemans)
- 2 etappezege in de Ronde van Limousin (1x Borut Božič, 1x Björn Leukemans)
- GP Kanton Aargau 2012 (Sergej Lagoetin)
- Ronde van de Vendée 2011 (Marco Marcato) en 2012 (Wesley Kreder)
- Hel van het Mergelland 2011 (Pim Ligthart)
- Boucles de l'Aulne 2011 (Martijn Keizer)
- Ronde van de Finistère 2011 (Romain Feillu)
- Classic Loire-Atlantique 2011 (Lieuwe Westra)
- Druivenkoers Overijse 2010, 2011 en 2012 (Björn Leukemans)
- Kuurne-Brussel-Kuurne 2010 (Bobbie Traksel)
- GP de Fourmies 2010 (Romain Feillu)
- Ronde van het Groene Hart 2010 (Jens Mouris)
- Ronde van Drenthe 2010 (Alberto Ongarato) en 2012 (Bert-Jan Lindeman)
- Münsterland Giro 2010 (Joost van Leijen)
- Coppa Sabatini 2010 (Riccardo Riccò)
- Arno Wallaard Memorial 2009 (Lieuwe Westra)
- 4 etappezeges in de Ster van Bessèges (2x Borut Božič, 1x Björn Leukemans, 1x Marco Marcato)
- 3 etappezeges in de Ronde van de Middellandse Zee (3x Romain Feillu)
- 3 etappezeges in de Ronde van de Ain (2x Wout Poels, 1x Romain Feillu)
- 2 etappezeges in de Ronde van Zwitserland (1x Borut Božič, 1x Thomas De Gendt)
- 2 etappezeges in de Ronde van België (Borut Božič)
- 2 etappezeges in de Ronde van Groot-Brittannië (1x Wout Poels, 1x Romain Feillu)
- 4 etappezeges in Parijs-Nice (2x Thomas De Gendt, 1x Lieuwe Westra, 1x Gustav Larsson)
- 1 etappezege in de Ronde van Polen (Borut Božič)
- 1 etappezege in de Ronde van België (Lieuwe Westra)
- 1 etappezege in de Ronde van Burgos (Romain Feillu)
- 1 etappezege in de Ronde van Wallonië (Joost van Leijen)
- Nederlands Kampioenschap 2011 (Pim Ligthart), 2013 (Johnny Hoogerland)
- Nederlands Kampioenschap Tijdrijden 2012, 2013 (Lieuwe Westra)
- Zweeds Kampioenschap Tijdrijden 2012 (Gustav Larsson)
- Oezbeeks Kampioenschap 2009, 2010, 2011 en 2012 (Sergej Lagoetin)